# Карпины
Карпины — деревня в Оричевском районе Кировской области в составе Истобенского сельского поселения.

## География
Расположена на расстоянии менее 3 км на восток от административного центра поселения села Истобенск.

## История
Известна с 1727 года как деревня Вагановская с 1 двором, в 1765 уже 12 жителей. В 1873 году здесь (Вагановская или Карпины) отмечено дворов 7 и жителей 48, в 1905 12 и 70, в 1926 (Карпины или Вагановская) 14 и 55, в 1950 12 и 37, в 1989 оставалось 11 жителей. Настоящее название утвердилось с 1950 года. 

## Население
Постоянное население  составляло 9 человек (русские 100%) в 2002 году, 4 в 2010.